# Station radar de Gabala
La station radar de Gabala (en azéri : Qəbələ RLS) est une installation militaire équipée d'un radar d'alerte précoce de type Daryal, construite par l'Union soviétique dans le raion de Qabala en république socialiste soviétique d'Azerbaïdjan en 1985. Elle est exploitée par les Forces de défense aérospatiales russes jusqu'à sa fermeture fin 2012.
La station radar possède une portée de 6 000 kilomètres et est conçue pour détecter les lancements de missiles jusqu'à l'océan Indien. La surveillance radar couvre l'Iran, la Turquie, l'Inde, l'Irak et l'ensemble du Moyen-Orient. Le radar peut détecter le lancement d'un missile et suivre toute sa trajectoire pour permettre à un système de défense antimissile de l'intercepter.

## Historique
Après la dissolution de l'Union soviétique, la fédération de Russie et l'Azerbaïdjan négocient les termes du bail de la station. En 2002 les deux pays signent un accord selon lequel la Russie loue l'installation à l'Azerbaïdjan jusqu'au 24 décembre 2012 pour un loyer de 7 millions de dollars par an, auquel s'ajoutent 5 millions de dollars par an pour l'électricité et 10 millions de dollars par an pour d'autres services,.
La station radar accueille environ 1 000 militaires russes et environ 500 azerbaïdjanais.
En 2012, l'avenir de la station est en cours de négociation entre la Russie et l'Azerbaïdjan. L’Azerbaïdjan et l’Arménie (dont la Russie est proche) connaissent des tensions persistantes. L'Arménie et l'Azerbaïdjan sont membres de la Communauté des États indépendants, mais seule l'Arménie est membre de l'Organisation du traité de sécurité collective. La Russie dispose alors d'un nouveau radar Voronej à Armavir qui couvre la même zone que Gabala,,. La Russie propose de moderniser l'installation tandis que l'Azerbaïdjan souhaite augmenter le loyer payé par l'état russe.
En décembre 2012, la Russie annonce que les négociations ont échoué et qu'elle cesse d'utiliser la station radar[réf. souhaitée]. L'installation est restituée à l'Azerbaïdjan et tout le matériel est démonté puis transporté en Russie.

## Radar Daryal
Le radar de type Daryal est un radar d'alerte précoce bistatique à réseau phasé. Il se compose de deux grandes antennes distinctes séparées par une distance comprise entre 500 mètres et 1,5 kilomètre. L'émetteur mesure 30 mètres sur 40 et le récepteur 80 mètres sur 80. Le système est un système VHF fonctionnant à une longueur d'onde de 1,5 à 2 mètres (150 à 200 MHz). Sa capacité de transmission initiale est de 50 Mw avec une capacité cible de 350 Mw.
À l'origine, au moins sept installations de Daryal sont prévues, mais seules les deux premières installations achevées, Pechora et Gabala, sont opérationnelles. Deux types Daryal-U doivent alors être construits sur les sites de Balkhash et Mishelevka, mais aucun n'est achevé. L'administration américaine Clinton propose une aide financière pour l'achèvement de l'installation de Mishelevka en échange d'un amendement au traité ABM afin de permettre aux États-Unis de déployer un système national de défense antimissile. La Russie rejette cette proposition et, en 2002, les États-Unis se retirent unilatéralement du traité ABM. Deux systèmes Daryal-UM doivent ensuite être construits à Skrunda, en Lettonie et à Moukatchevo (en), en Ukraine. Celui de Moukatchevo en Ukraine ne sera jamais achevé à la suite de la chute de l'Union soviétique, et l'installation de Skrunda est cédée à la Lettonie pour être démolie,. Le site Daryal-U de Ienisseïsk (en) suscite quant à lui des inquiétudes en occident quant au respect du Traité sur les missiles antibalistiques lors de sa construction dans les années 1980. Après des années de négociations, en septembre 1989, les Soviétiques reconnaissent qu'il s'agit d'une violation du traité, la construction cesse alors et l'installation est finalement démantelée.

## Importance stratégique de Gabala
Lors du 33e sommet du G8 en Allemagne les 7 et 8 juin 2007, le président russe Vladimir Poutine propose de déployer un système de missile anti-balistique américain en Azerbaïdjan, au lieu de la Pologne et de le République tchèque, en utilisant la station radar de Gabala conjointement avec la Russie. Cette offre intervient après le débat sur le projet américain de déployer des systèmes de missiles anti-balistiques en Europe de l'Est pour se défendre contre d'éventuelles attaques de missiles balistiques en provenance de l'Iran et de la Corée du Nord. Le projet est vivement critiqué par la Russie, qui menace de cibler l'Europe avec ses propres missiles balistiques, malgré les affirmations américaines selon lesquelles le système n'est pas conçu pour se défendre contre une attaque russe à grande échelle. Le radar Gabala est utilisé comme capteur pour le système ABM A-135 que la Russie exploite près de Moscou depuis les années 1970.
Début juillet 2007, les États-Unis annoncent que l'installation de Gabala ne constitue pas un substitut acceptable aux sites de Pologne et de République tchèque. En juillet 2007, lors d'un sommet à Kennebunkport, la Russie propose également de fournir les données de sa station radar d'Armavir. La Russie affirme que Gabala a identifié 150 lancements de missiles Scud pendant la guerre Iran-Irak et observe les lancements de missiles iraniens. Les données de Gabala, ainsi que celles d'Armavir, sont proposées aux États-Unis pour montrer que ces sites fournissent une bonne couverture pour tout lancement potentiel depuis l'Iran.

## Préoccupations environnementales
Des rapports font état de dommages environnementaux dus à l'activité de la station radar de Gabala, ce qui déclenche un débat public en Azerbaïdjan. Des préoccupations de santé similaires sont soulevées à propos des radars américains PAVE PAWS (en), mais en 2005, les données disponibles n'étayent pas ces préoccupations. Les enquêtes entreprises par l'Institut des problèmes radiologiques de l'Académie nationale des sciences d'Azerbaïdjan et le ministère de l'Écologie et des Ressources naturelles ne trouvent pas de valeurs anormales, mais il n'est pas vérifié si la station est opérationnelle ou non au moment où les mesures sont prises.
Certaines sources affirment que la station occupe environ 210 hectares, cependant, l'armée russe affirme n'en occuper que 77. Les opposants à la station affirment que 400 hectares supplémentaires de forêt ont été abattus lors de la pose de lignes électriques pour desservir la station et que le niveau de l'eau souterraine a fortement baissé depuis que 16 forages ont été effectués pour alimenter en eau le système de refroidissement de la station. Chaque heure de refroidissement nécessite environ 300 à 400 mètres cubes d'eau, après quoi, l'eau non traitée est rejetée dans une rivière.
Le journal Bakou Zerkalo rapporte qu'en 1984, alors que la puissance d'émission est de 300 Mw, un hectare de terrain a été complètement incendié.